# Красна Горка (Архангельський район)
Кра́сна Го́рка (рос. Красная Горка, башк. Красная Горка) — присілок у складі Архангельського району Башкортостану, Росія. Входить до складу Краснозілімської сільської ради.